# Legge di Kirchhoff
La legge di Kirchhoff relativa allo scambio di calore per irraggiamento stabilisce che, per una data lunghezza d'onda e a una data temperatura, che sia la temperatura di equilibrio termodinamico, i valori dell'assorbività e dell'emissività di un corpo sono uguali.
Nel caso specifico di un corpo nero tali valori sono unitari su tutto lo spettro elettromagnetico.  
Si definiscono invece corpi grigi quei corpi nei quali i valori dell'emissività e dell'assorbività sono uguali e costanti lungo l'intero spettro, ma sono inferiori all'unità. 
Per i corpi reali i valori dell'emissività e dell'assorbività monocromatiche sono sempre inferiori all'unità e variano in generale con la lunghezza d'onda.
I valori dei coefficienti di emissività e assorbività dei materiali usati nei calcoli ingegneristici sono normalmente i valori mediati sullo spettro, riferiti alla radiazione solare e a una temperatura di riferimento dell’oggetto. Tali valori, sempre inferiori all'unità, possono differire notevolmente fra loro.